# La memoria de los muertos
La memoria de los muertos  (The Final Cut) es una película de ciencia ficción coproducida entre Estados Unidos, Canadá y Alemania, y escrita y dirigida por Omar Naïm. Está protagonizada por Robin Williams, Jim Caviezel, Mira Sorvino, Mimi Kuzyk, Stephanie Romanov, Genevieve Buechner y Brendan Fletcher. La película se desarrolla en un entorno donde los implantes de memoria hacen posible la grabación de vidas enteras. Williams interpreta a un profesional que se especializa en la edición de aquellos recuerdos de las personas para hacer memoriales acríticos que se muestran en los funerales.

## Personajes
- Robin Williams es Alan Hakman.
- Mira Sorvino es Delila.
- Jim Caviezel es Fletcher.
- Mimi Kuzyk es Thelma.
- Stephanie Romanov es Jennifer Bannister.
- Tarek Bishara es Hasan.
- Genevieve Buechner es Isabel Bannister.
- Brendan Fletcher es Michael.
- Joely Collins es Legz, el artista del tatuaje.
- Michael St. John Smith es Charles Bannister.
- Christopher Britton es Jason Monroe.
- Vicent Gale es Simon.

## Sinopsis
La compañía EYE Tech se está haciendo de oro gracias al implante Chip Zoë que graba la vida entera de una persona. Justo en el momento de su nacimiento se implanta el chip en el cerebro de los niños y así su vida queda grabada para siempre. Es prácticamente indetectable y además según la película los padres no deben decirle a sus hijos que tienen ese implante; por lo tanto una parte de la población tiene este chip sin saberlo.

Cuando mueres, todo el material de tu vida es montado y editado en lo que se denomina "Rememoria" y durante el funeral, se proyecta en forma de película. Las clases privilegiadas lo ven como un juguete pero para muchos, los recuerdos deben ser algo temporal y el chip está transformando las relaciones humanas. 

El mejor "Editor" del negocio es Alan Hackman (Robin Williams), un hombre frío y cerrado en sí mismo, que logra garantizar la absolución de los clientes más corruptos. Alan se ve a sí mismo como un "devorador de pecados" porque a través de su trabajo, tiene la posibilidad de perdonar los pecados a los muertos. Y de esa forma, perdonarse a sí mismo.

Pero un día, haciendo la "Rememoria" de uno de los altos ejecutivos de la compañía EYE Tech, descubre entre sus recuerdos una imagen propia de su infancia que ha estado atormentándole durante toda su vida. Decidido a averiguar qué relación existe, Alan comienza una intensa búsqueda.

## Premios
- La película ganó el premio al mejor guion en el Festival de Cine de Deauville.
- 2004: Festival de Sitges: Sección oficial largometrajes a concurso, nominada a mejor película en el Festival de Cine de Sitges.
- 2004: Festival de Berlín: Sección oficial de largometrajes, nominada Festival Internacional de Cine de Berlín.